# نصیرآباد (خنداب)
نصیرآباد، روستایی از توابع بخش مرکزی شهرستان خنداب شهرستان خنداب در استان مرکزی ایران است.

## جمعیت
این روستا در دهستان دهچال قرار دارد و براساس سرشماری مرکز آمار ایران در سال ۱۳۸۵، جمعیت آن ۴۲۸ نفر (۸۴خانوار) بوده‌است.